# Régiment d'artillerie monté de la Garde impériale
Le régiment d'artillerie monté de la Garde impériale est une unité d'artillerie de la Garde impériale française du Second Empire créé en 1829 sous le nom de régiment d'artillerie de la Garde royale et qui devient le 23e régiment d'artillerie en 1871. Selon l'historique des corps de troupes et des inscriptions du drapeau du régiment la filiation primaire est l'artillerie à pied de la Garde impériale du Premier Empire.

## Création et différentes dénominations
- 12 avril 1808 : Création de l'artillerie à pied de la Garde impériale (1er Empire)
- 13 mai 1814 : Licencié
- 1er avril 1815 : Création du régiment d'artillerie à pied de la Garde impériale (1er Empire)
- 16 juillet 1815 : comme l'ensemble de l'armée napoléonienne, il est licencié à la Seconde Restauration
- 14 septembre 1815 : formation du régiment d'artillerie à pied de la Garde royale
- 5 août 1829 : Création du régiment d'artillerie de la Garde royale
- 1830 : Le régiment est licencié
- 17 février 1855 : Création du régiment d'artillerie à pied de la Garde impériale (2e Empire)
- 20 février 1860 : Devient le régiment d'artillerie monté de la Garde impériale (2e Empire)
- 29 mars 1871 : Devient le 23e régiment d'artillerie

## Colonels et chefs de corps
- 12 avril 1808 : Armand Joseph Henri Digeon
- 15 décembre 1808 : Antoine Drouot
- 1813 : Charles Pierre Lubin Griois
- 1813 : Jean-François Boulart
- 1813 : Christophe Henrion
- 1er avril 1815 : Maréchal de camp Henri Dominique Lallemand
- 14 septembre 1815 : Louis Paillhou
- 15 janvier 1823 : Henri-Antoine Bon de Lignim
- 1825 : Aimé Prosper Saint-Cyr
- 5 août 1829 : Maréchal de camp Victor Marie Joseph Louis Riquet de Camaran
- 14 mars 1855 : Anatole de Vivès
- 17 octobre 1857 : Marie Paul Antoine Ohier[1]
- 3 mai 1859 : Louis Alfred Lefrançois[2]
- 28 août 1861 : Baron Paul Ernest Xavier de Liégeard[3]
- 13 août 1866 : Jules Jean Pierre de Vassoigne[4],[5]

## Historique des garnisons, combats et batailles

### Artillerie à pied de la Garde impériale (1808-1814)
L’artillerie à pied de la Garde impériale, qui a servi dans la Garde impériale de Napoléon Ier de 1808 à 1814 était dotée à l'origine de six compagnies. Les artilleurs voient, par la suite, leurs effectifs augmenter avec l'adjonction de compagnies supplémentaires rattachées à la Jeune Garde.
De 1808 à 1811 une partie du régiment se trouve en Espagne ou elle participe à la prise de Madrid en 1808.
En 1809, les batteries s'illustrent aux batailles d'Essling et de Wagram, où ils font partie de la grande batterie chargée d'écraser le centre autrichien.
En 1812 l'artillerie à pied de la Garde impériale, durant la campagne de Russie l'unité est engagée dans les batailles de Smolensk, de La Moskova, de Krasnoï et au passage de la Bérézina.
En 1813, lors de la campagne d'Allemagne, les diverses compagnies se trouvent à la bataille de Lützen où 5 batteries à pied (1re, 2e et 3e de la Vieille Garde, et 1re et 2e de la Jeune Garde) s'établissent à Starsiedel et ouvrent le feu sur le village de Kaya qui est bientôt évacué par les Russes dont la prise décide le succès de la journée.

Elles combattent ensuite à Bautzen, Dresde, Leipzig et Hanau
Pendant la campagne de France en 1814, les diverses batteries de l'unité se trouvent engagées aux batailles de Bar-sur-Aube, de Brienne, de La Rothière, de Champaubert, de Montmirail, de Vauchamps, de Nangis, de Montereau, de Craonne, de Laon, de Reims, d'Arcis-sur-Aube, de Fère-Champenoise et de Paris.
Toujours en 1814, une batterie participe à la défense d'Anvers.
Le 13 mai 1814, après la première abdication de Napoléon Ier, l'artillerie à pied de la Garde impériale est licenciée.

### Régiment d'artillerie à pied de la Garde impériale (1815-1815)
Le 1er avril 1815, après le retour de Napoléon Ier, le régiment d'artillerie à pied de la Garde impériale est créé.
Il participe à la campagne de Belgique et se trouve aux batailles de Ligny et de Waterloo.
Le 16 juillet 1815, après la seconde abdication de Napoléon Ier, le régiment est licencié.

### Régiment d'artillerie à pied de la Garde royale (1815-1829)
La seconde Restauration forme par ordonnances royales des 1er et 14 septembre 1815 le régiment d'artillerie à pied de la Garde royale.
En 1823 le régiment est envoyé à la campagne d'Espagne et participe à l'assaut du Trocadéro durant lequel les canonniers de la 1re batterie s'emparent de 45 canons qu'ils retournent contre l'ennemi.

### Régiment d'artillerie de la Garde royale (1829-1830)
Le régiment d'artillerie de la Garde royale est formé par ordonnance du 5 août 1829 par la fusion du régiment d'artillerie à pied de la Garde royale et régiment d'artillerie à cheval de la Garde royale. Il réside à Versailles.
Il est licencié en 1830.

### Régiment d'artillerie à pied de la Garde impériale (1855-1860)
Le régiment d'artillerie à pied de la Garde impériale est formé par décret du 17 février 1855.

Le régiment se trouve alors composé de 5 batteries à pied et de 6 compagnies du train et à ses quartiers à Versailles..
En 1855, le régiment est envoyé en Crimée et participe au siège de Sébastopol.
En 1859, il est engagé dans la campagne d'Italie et il se trouve aux batailles de Magenta et de Solférino.

### Régiment d'artillerie monté de la Garde impériale (1860-1871)
Le 20 février 1860 le régiment d'artillerie à pied de la Garde impériale est réorganisé en régiment monté par la fusion des batteries à pied avec les hommes du train en prenant le nom de régiment d'artillerie monté de la Garde impériale.

Le régiment se trouve alors composé de 8 batteries montées. Il est en garnison à Versailles..
En 1863, il est envoyé à l'expédition du Mexique et il prend part au siège de Puebla et à la bataille de San Lorenzo.
Le 15 novembre 1865 le régiment est réduit à 6 batteries montées
Lors de la guerre franco-allemande de 1870 la plupart des batteries du régiment sont affectées à l'armée du Rhin. Elles combattent à la bataille de Saint-Privat et, durant la bataille de Rezonville, les 4e et 6e batteries montées de la Garde luttent jusqu'à épuisement des munitions contre la grande batterie de Flavigny. 
Le 27 octobre 1870, l'unité est faite prisonnière de guerre lors de la capitulation de Metz.
Les quelques éléments qui n'avaient pas été affectées l'armée du Rhin rejoignent :
- la défense de Paris et assistent à la bataille de La Malmaison en 1870
- les armées de la Loire et de l'Est et se trouve à la bataille de Montbéliard en 1871.

À la suite de la capitulation de Napoléon III et de la proclamation de la République un nouveau régiment d'artillerie est formé par décret du 29 mars 1871, avec les débris du régiment d'artillerie monté de la Garde impériale sous le nom de 23e régiment d'artillerie.

## Sources et bibliographie
- Alain Pigeard, La Garde impériale, Paris, Tallandier, coll. « Bibliothèque napoléonienne », novembre 2005, 637 p. (ISBN 978-2-84734-177-5, BNF 40095788).
- Louis Susane : Histoire de l'artillerie Française
- Historiques des corps de troupe de l'armée française (1569-1900)